# 青線
青線（あおせん）とは、1946年1月のGHQによる公娼廃止指令から、1957年4月の売春防止法の一部施行（1958年4月に罰則適用の取締りによる全面実施）までの間に、非合法で売春が行われていた地域である。青線地帯、青線区域ともいわれる。

## 赤線と青線
所轄の警察署では、特殊飲食店として売春行為を許容、黙認する区域を地図に赤い線で囲み、これら特殊飲食店街（特飲街）を俗に「赤線（あかせん）」あるいは「赤線地帯」、「赤線区域」と呼んだ。これに対して特殊飲食店の営業許可なしに、一般の飲食店の営業許可のままで、非合法に売春行為をさせていた区域を地図に青い線で囲み、俗に「青線」あるいは「青線地帯」、「青線区域」と呼んだとされている。
小学館『日本国語大辞典（第二版）』は「青線区域」を、「警察などの地図に青線で示したところからいう」と、赤線地帯とは別に警察が地図上で区分している様な記述がなされているが、米川明彦は、青線は「もぐりの集団売春地帯を指す俗称」で、毎日新聞記者の造語としている。小野常徳は「戦後新宿花園町の一画に満州からの引揚者が陣どって、階下が料理屋で二階で売春していたのを（中略）毎日新聞の記者が（中略）書き出した」とし、警視庁記者クラブ「7社会」記者の造語としている。都筑道夫は「公認はされなかったが、既成事実を楯にして、いわばお目こぼしを願っていたわけですな。赤線地帯と区別するのに、どう呼ぶべきか、という話が出たとき、警視庁づめの新聞記者のひとりが、青線はどうだ、といったのが始まりだそうだ。（中略）青線はあくまでも飲み屋という名目だから、一階にはカウンターがあって酒を飲ませて、二階が売春の場所になっていた」とし、いずれも新聞記者の造語と記している。

## 出現時期
青線という名称の使用時期について、竹村民郎は警視庁編さん委員会編『警視庁史 昭和中編（上）』から、青線地域が出現したのは戦後の1948年としている。

## 青線のあったとされる地域
札幌市すすきのの一部、旭川市の上常盤の一部、富山市の風俗街（遊廓跡）の一部、兵庫県尼崎市のかんなみ新地、熱海・渚埋め立て地などが指摘されている。
都内にあった場所として、米川明彦は、歌舞伎町と花園町（今の三光町）など、都内に6ヵ所あった、都筑道夫は、新宿二丁目、おなじく三光町、おなじく歌舞伎町、北品川、亀有、の6ヵ所があった、としている。この6ヵ所とは、東京都新宿区新宿一丁目（現・新宿二丁目の一部）、歌舞伎町の一部、新宿花園街（花園町の飲み屋街）三光町・現新宿ゴールデン街、武蔵野市旧武蔵野八丁目（現・中町二丁目、八丁特飲街跡。吉祥寺武蔵八丁街とも呼ばれるが最寄は三鷹駅北口）、北品川（現・品川区北品川一丁目の一部）、亀有（現・葛飾区亀有四丁目の一部）、とされている。
他に都内近郊では、戦前からの名残で、東京都亀戸駅からの総武線沿線は千葉県方面に向かって、船橋の船橋若松劇場付近（新地と呼ばれた）など、駅ごとに駅前で赤線と青線が織り交ぜで存在した。また新宿三丁目の一部、東京都杉並区・西荻窪駅前南、神奈川県横浜市中区の横浜親不孝通り・黄金町・曙町 (横浜市)の一部、川崎市堀之内の現ソープランド街、神奈川県横須賀市横須賀ドブ板通り・安浦と皆ヶ作の旧カフェー街、
東京都豊島区・池袋駅周辺飲み屋街や立教大学正門前（通称、美人街）、山梨県甲府市の裏春日なども指摘されている。
細木数子は著書の中で、弟の出身地である東京渋谷百軒店路地や円山町の料理屋街も青線地帯であったとしている。八木澤高明『青線―売春の記憶を刻む旅』（スコラマガジン、2015年）でも、東京については新宿は歌舞伎町とゴールデン街の他として、町田の通称「たんぼ」と相模原町側スケベハウスと、東電OL殺人事件もあった神泉から円山町、大和田横町までを挙げている。
東京都寺島町玉の井の一部や墨東、鳩の街（向島 (墨田区)五丁目と東向島一丁目）の一帯、西荻窪駅周辺、上記の町田市の旧青線地帯は今日見る影もないが、相模原市側にある一帯は再都市整備から外されて名残りがみられるという。

## 店の形態
小松奎文は、「営業許可区域が警察署の地図上に赤い線で記されたことから、この地域は通称『赤線地帯』略して『赤線』と呼ばれた。またこの地域の周辺には、赤線に向かわせるために男達を呼びとめる地帯が形成され、『青線地帯』と呼ばれた」と記している。小林信彦は「飲食店の営業許可を得て、赤線と同じ売春を行なっていた地域（中略）赤線との差は、酒中心」とし、榊原昭二は飲食店の営業許可だけで、実質的には売春兼業をしている飲食店街とし、布施克彦は「バー、キャバレーなどの飲食店が集中し、ホステスとの即席恋愛あり。赤線と違って非合法の風俗地帯だが、食品衛生法に則り保健所の許可を得て営業していた。赤線は性病対策が万全だが、青線はちょっとやばい。でも料金は安い」と記している。
建前上、通常の飲食店として酒や料理などを客に供するため、店は食堂や小料理屋などの形態をとり、女給や酌婦を置いて、その女性に別室で非合法に売春をさせた。他にも、一般旅館を装い、街娼（ストリート・ガール）を使って売春させる業者もあった。これらの飲食店や旅館などが集まる青線地帯の多くは、赤線地帯（特殊飲食店街）に隣接していた。
赤線地帯で特殊飲食店として認められるためには、当時の風俗営業法により警察の許可を得る必要があるが、青線地帯の店は食品衛生法に基づく保健所の飲食店営業許可のみを取得した飲食店の形態であった。
売春防止法の施行後の青線地帯は、経営者は変わるものの店舗はそのまま飲食店として営業する場合もあったが、売春（本番）行為を伴わない性風俗店となったものや、今でも「ちょんの間（ちょんのま）」と呼ばれる青線の名残をのこす非合法の店もある。

## 公娼と私娼
1946年1月21日にGHQから「日本における公娼制度廃止に関する連合国最高司令官覚書」が発せられたのを受け、1947年1月15日にポツダム命令の「婦女に売淫をさせた者等の処罰に関する勅令」（勅令第9号）が施行され、事実上公娼制度が廃止された。しかし管理売春ではない本人の自由意志による売春であることを前提に、娼婦（売春婦）が転向するまでの暫定措置という形で、特殊飲食店として地域（赤線地帯）を限って売春が許容、黙認された。そのため「公娼街=赤線」「私娼街=青線」と認識されがちであるが、あくまで許容、黙認であって公認ではないため全てが私娼であった。

## その他
1958年4月に売春防止法が罰則適用の取締りによる全面実施となっても、一部の赤線や青線の業者などが形を変えて非合法の営業を続けた。一部週刊誌などで、素人（しろうと）売春とかけた白線（ばいせん・ぱいせん）、暴力団が仕切っていた「黒線（くろせん）」、電話の呼び出しで売春するものを「黄線（おうせん）」あるいは「イエローライン」といった呼び方もされたが、それほど定着はしなかった。